# Allocnemis pauli
Allocnemis pauli е вид водно конче от семейство Platycnemididae. Видът не е застрашен от изчезване.

## Разпространение
Разпространен е в Демократична република Конго, Кения и Уганда.